# ولد بطل (فلم)
ولد بطل (بالإنجليزية: Born a Champion) دراما لفنون الدفاع عن النفس الأمريكية لعام 2021  من إخراج أليكس راناريفيلو وكتبه شون باتريك فلانيري وراناريفيلو. ومن النجوم فلانيري ودينيس كويد وكاترينا بودين. يضم الفيلم أيضًا مقاتل فنون القتال المختلطة إدسون باربوزا، مع ظهور رينزو جرايسي وميكي غال. يروي الفيلم قصة ميكي كيلي، أحد أوائل من حاز الحزام الأسود في أمريكا، في بطولة (MMA) الغير مصرح بها. صدر الفيلم في 22 يناير 2021.

## طاقم التمثيل
شون باتريك فلانيري: في دور ميكي كيلي
كاترينا بودين: في دور ليلى
دينيس كويد: في دور ميسون
موريس كومبتي: في دور روسكو
كوري جراهام: في دور بورشمان
كوستاس مانديلور: في دور ديميتريس
رينو ويلسون: في دور تيري بيتمان
علي أفشار: في دور الشيخ
إدسون باربوزا: في دور ماركو بلين 

## ملخص أحداث الفيلم
تم تعيين ميكي كيلي (شون باتريك فلانيري)، خبير البحرية السابق في مشاة البحرية وفي الرياضة البرازيلية الجوجيتسو، لتعليم ابن شيخ ثري فنون الدفاع عن النفس، ولكن أثناء إقامته في دبي، يصادف ليلى (كاترينا بودين)، وهي مساعدة قانونية في المدينة مع بعض العملاء. يقع الاثنان في الحب بعد وقت قصير ويتزوجان. لكن الحياة في الولايات المتحدة صعبة، ولتغطية نفقاتهم، يوافق ميكي على قتال خطير تحت الأرض على غرار (MMA) الذي يضعه ضد ماركو بلين (إدسون باربوزا)، وهو مقاتل شاب متهور يتجاهل القواعد القليلة ويتغلب على ميكي بشكل سيئ بما يكفي لفصل شبكية عينه. يتسرب شريط هذا القتال عبر الإنترنت، بعد سنوات، ويظهر الاهتمام في إعادة مباراة مثلها. لكن لا ميكي ولا عائلته يريدون المخاطرة بالعواقب الطبية لمعركة سيئة.

## إنتاج الفيلم
أعلنت شركة «أفلام فورست» عزمها على تصوير فيلم «ولد بطل» ثم أعيد الإعلان عن تصويره ولكن تحت عنوان «ميكي كيلي» في يوليو 2019. كما تم الإعلان عن أن الإخراج تم إسناده للمخرج أليكس راناريفيلو، والممثلين شون باتريك فلانيري وكاترينا بودين ودينيس كويد (الشخصيات المركزية في الفيلم). عمل فلانيري أيضًا كأحد منتجي الفيلم وشارك في كتابة السيناريو جنبًا إلى جنب مع المخرج راناريفيلو. تم التصوير في بيتالوما، كاليفورنيا خلال صيف 2019 وانتهى في أغسطس من نفس العام.
صدر الفيلم في إصدار محدود في دور عرض مختارة بالولايات المتحدة في 22 يناير 2021 وأصبح متاحًا عبر الفيديو عند الطلب في نفس اليوم. وتم إصداره على البلو راي و (DVD) في 26 يناير 2021.

## استقبال الفيلم
كتب موقع بيج سكرين – جود بوك: «يتم سرد القصة من وجهة نظر مقابلة واحدة مع شخص يتحدث الإنجليزية بشكل معتدل. كان التصوير السينمائي لائقًا، لكن النتيجة كانت ضعيفة. يعطي المقطع الدعائي بعض لقطات لمشاة البحرية ولا تظهر في الفيلم».
كتب تشاد كروز على موقع بوليت بروف أكشن: «لا يمكنني أن أوصي بهذا الفيلم بما يكفي لمحبي لعبة القتال ولأي شخص قرر أنه يريد أكثر من مجرد» جيد بما فيه الكفاية«. أنهم يستحقون الأفضل ويرفضون قبول أقل من ذلك».
كتب مارك دو جراف على موقع ماركس رماركس: «يمكنني أن أتفق بصدق على أن» ولد بطل«على الرغم من نقاطه الإضافية يفتقر إلى أي نكهة فريدة وأصالة لسحب نفسه من سلة الصفقات حيث من المحتمل أن ينتهي بها الأمر بالعديد من أفلام (MMA) الفاشلة الأخرى. ومع ذلك، حتى هؤلاء يمكن أن يتمتع بها البعض».

## روابط خارجية
- مقالات تستعمل روابط فنية بلا صلة مع ويكي بيانات